# Miraglossum verticillare
Miraglossum verticillare är en oleanderväxtart som först beskrevs av Rudolf Schlechter, och fick sitt nu gällande namn av F.K. Kupicha. Miraglossum verticillare ingår i släktet Miraglossum och familjen oleanderväxter. Inga underarter finns listade i Catalogue of Life.